# Ernst Dittrich
Ernst Dittrich (* 16. Dezember 1868 Haida; † 21. Dezember 1948 Klosterneuburg) war ein österreichischer Architekt des Jugendstils.

## Leben
Neben Hanns Kornberger war Ernst Dittrich der wichtigste Vertreter der Jugendstilarchitektur in Vorarlberg, dabei war Dittrich nach der Jahrhundertwende auch die zentrale Architektenpersönlichkeit in Feldkirch.

## Werke

### Feldkirch
Mit dem Landesgericht und dem Finanzamt konnte Dittrich an der Schillerstraße in Feldkirch eine einmalige Brückenkopfsituation planen:
- Landesgericht Vorarlberg (1903–1905)

Die Fassade ist im Aufbau noch ganz dem späthistoristischen Eklektizismus verhaftet, mit renaissancierenden und gotisierenden Elementen, das Dekor schon formal freier. Am Seitenflügel des Landesgerichts befindet sich ein Treppengiebel, auf dem Josef Huber-Feldkirch ein Mosaik gestaltet hat, das die Symbolfigur der Austria sowie die Wappen der Grafen von Montfort und jenes der Grafen von Werdenberg darstellt. Neben dem allgemein hohen Niveau dieser Architektur ist insbesondere der Schwurgerichtssaal von Qualität.
- Finanzlandesdirektion (1911–1912)

An der Hauptfassade der Finanzlandesdirektion befindet sich das alte Vorarlberger Landeswappen aus dem Jahre 1864 sowie das Wappen des bis 1920 zum österreichischen Zollgebiet gehörenden Fürstentums Liechtenstein. Zudem sind an den Seitenflügeln dieses Gebäudes verschiedene Wappen von Vorarlberger Städten, Gemeinden und einzelnen Talschaften sichtbar.
- Jahn-Turnhalle (1904)
- Wohn- und Geschäftshaus Churer Tor 4/6 (1905)
- Apotheke, Kreuzgasse 22 (1905)

Diese Apotheke mit Jugendstil-Fassade liegt in der Feldkircher Altstadt.
- Villa Mary, Reichenfeldgasse 2 (1907)

Bedeutende Villa im Heimatstil mit Natursteinquaderung und Fachwerk, Giebelsgraffito im Jugendstil (geometrisierend und zoomorph)

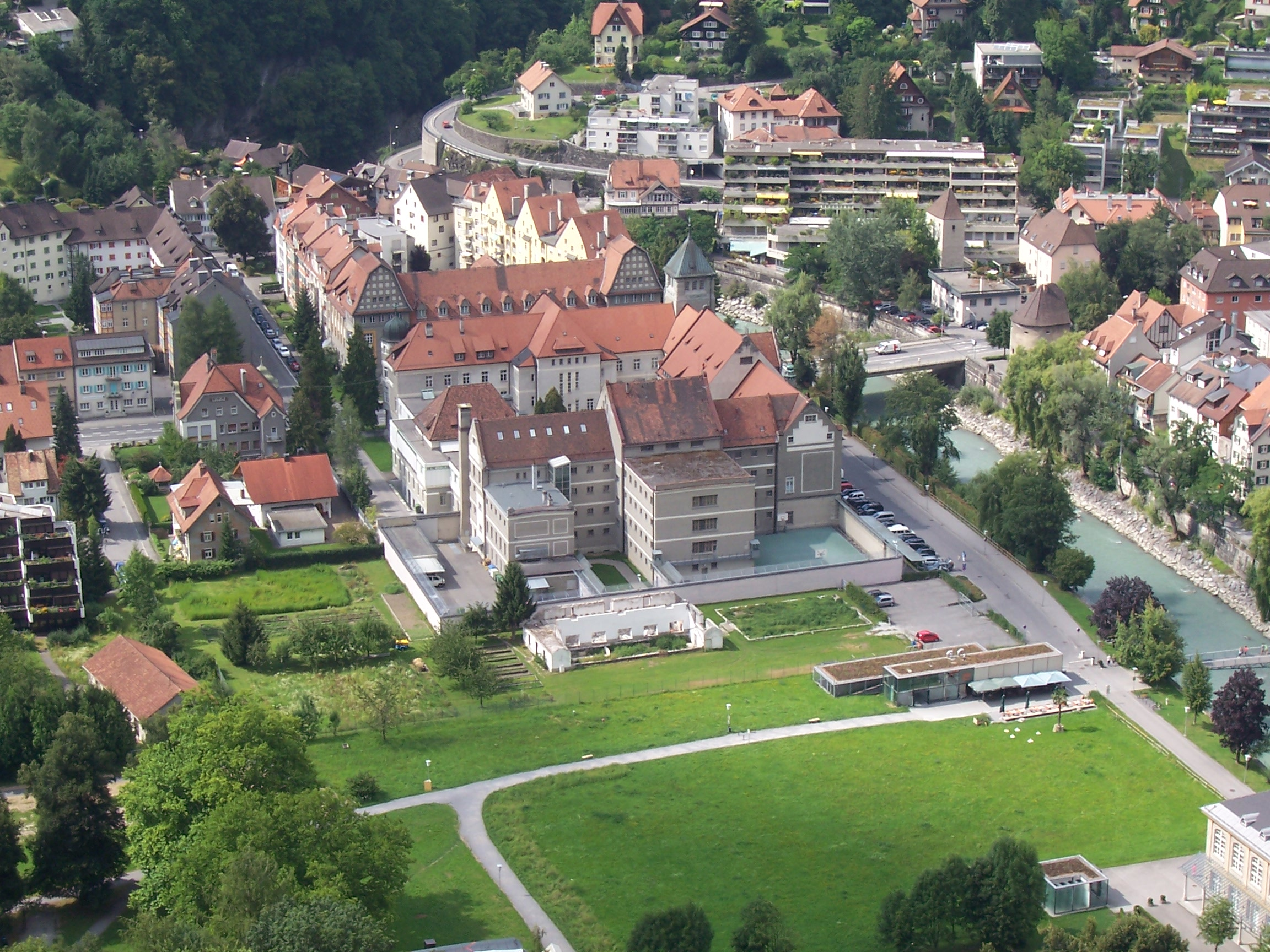
Landesgericht und Finanzlandesdirektion
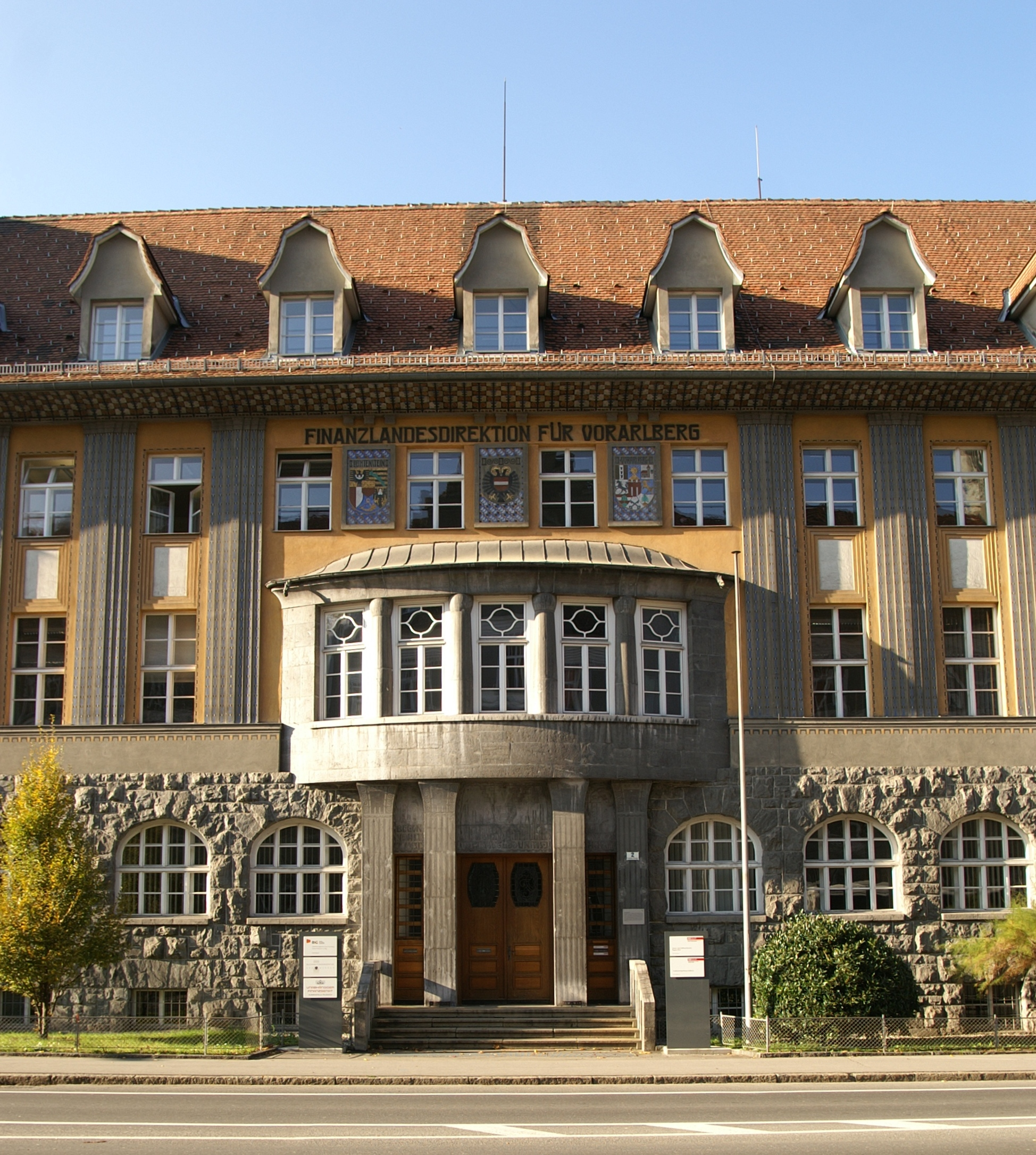
Finanzlandesdirektion, Schillerstraße
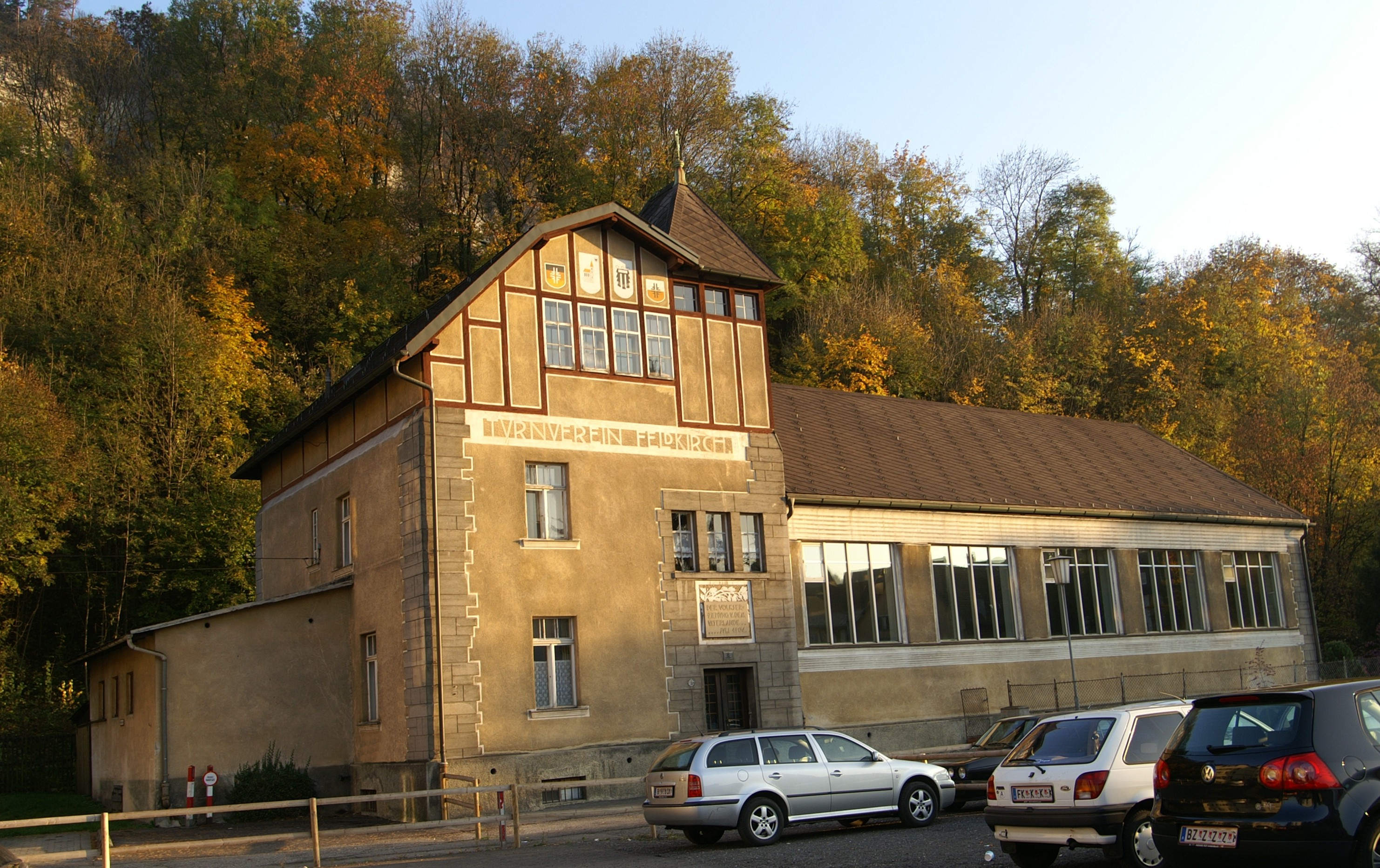
Jahn-Turnhalle
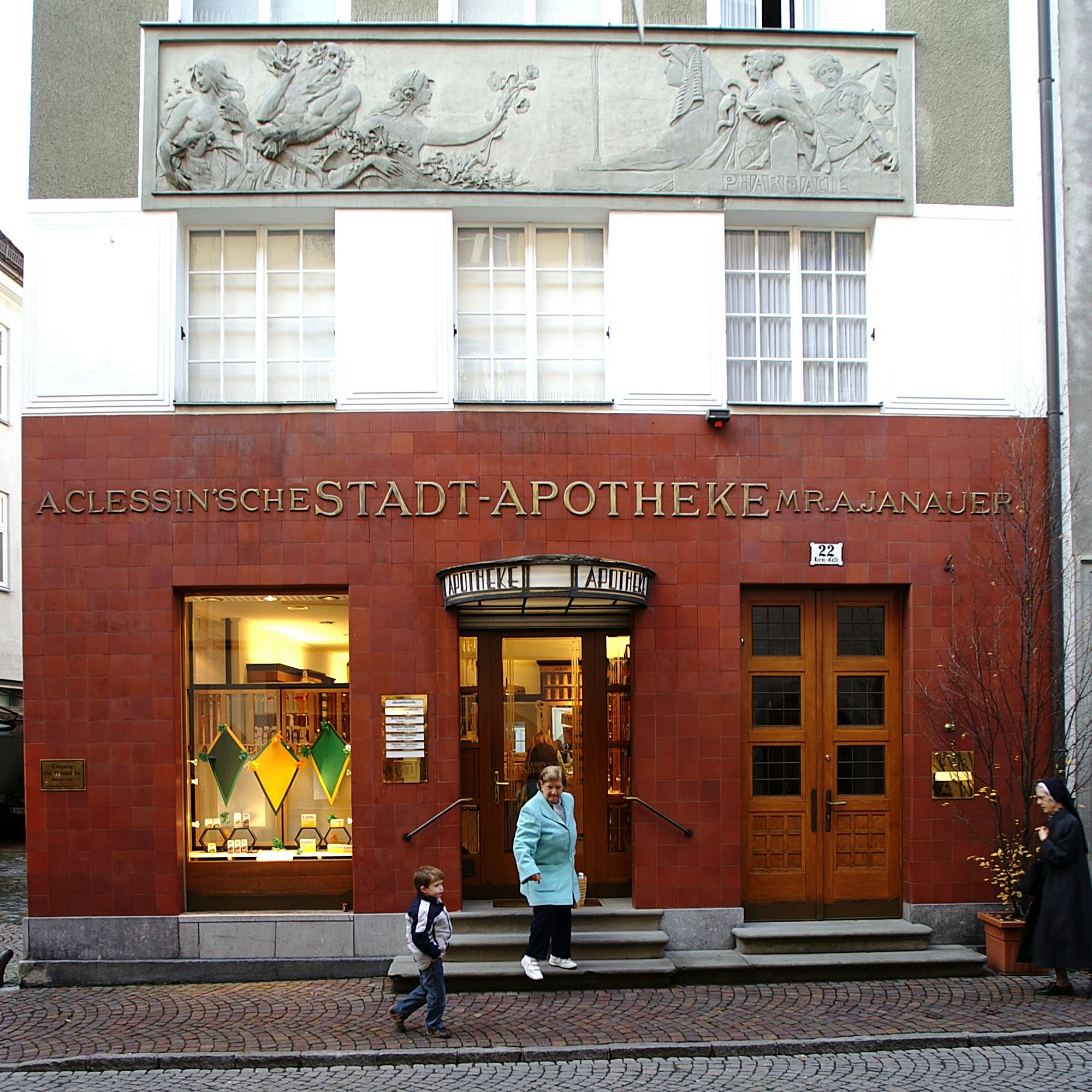
Apotheke
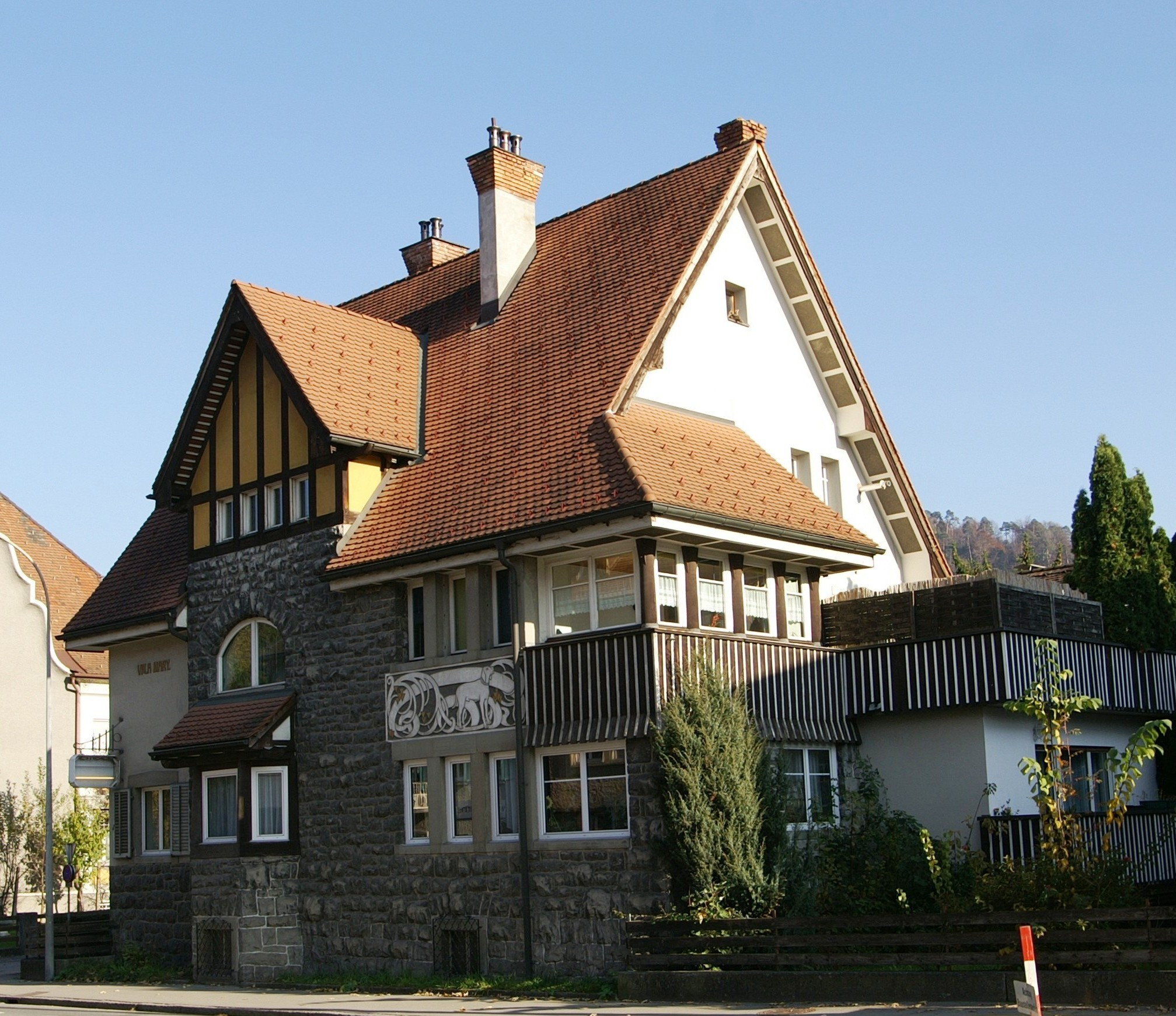
Villa Mary

### Dornbirn
- Geschäftshaus Dörler